# 柳橋 (広島市)
柳橋（やなぎばし）は、広島県広島市の京橋川に架かる人道橋（歩道橋）。歩行者と自転車のみ通行可。

## 概要
戦前からこの地区にある橋で、橋名の由来は当時西詰にあった大きなヤナギの木から。現在は反対側の東詰めにヤナギの木がある。
上流に広島県道164号広島海田線の道路と広島電鉄本線の軌道が通る併用橋・稲荷大橋、下流に広島市道駅前吉島線（駅前大通り）筋の東広島橋がある。

## 歴史
藩政時代、防犯のため城下には架橋規制がしかれており、京橋川には京橋のみ架橋されている状況であった。
明治時代になり規制は解かれ、1878年（明治11年）地元住民により木橋として柳橋が架橋される。当時は渡し賃を徴収していた。当時西詰一帯は遊廓として繁栄し、1893年（明治26年）には「朝日座」がたてられ、浪花節のメッカとなり広島の名小屋と呼ばれるようになった。
その後、水害によりたびたび落橋し、1944年（昭和19年）には南側一部が落橋し、修理のため北側のみの一方通行となっていた。
1945年（昭和20年）8月6日、原爆被災、爆心地からは1.37キロメートルの距離であった。前年からの修理途中であり、橋の中程と東寄りに積んであった資材が被爆により自然発火し、1時間ほどで橋も焼け落ちた。焼け落ちるまでの1時間で多くの避難者が渡って東方向へ逃げて行った。焼け落ちた後はここより下流側の比治山橋や鶴見橋へ避難路を求めた。
1964年（昭和39年）5月、現在のものに架け替えられている。

## 参考資料
- 四国五郎『広島百橋』春陽社出版、1975年。
- 被爆建造物調査研究会『被爆50周年 ヒロシマの被爆建造物は語る-未来への記録』広島平和記念資料館、1996年。
- 広島市『広島原爆戦災誌』（PDF）（改良版）、2005年（原著1971年）。2012年8月5日閲覧。
- 松尾雅嗣、谷整二「広島原爆投下時の一時避難場所としての川と橋」（PDF）『広島平和科学』第29巻、広島大学、2007年、1頁-25頁、2012年8月5日閲覧。
- ヒロシマの記憶 被爆調査写真 - ウェイバックマシン（2005年12月12日アーカイブ分） - 中国新聞、被爆時の西詰状況の写真がある。